# 近藤喜文
近藤 喜文（こんどう よしふみ、1950年3月31日 - 1998年1月21日）は、日本のアニメーター、キャラクターデザイナー、アニメ演出家・監督。スタジオジブリ所属。新潟県五泉市出身。妻はアニメーション色彩設計者の近藤浩子（旧名：山浦浩子）。1子あり。

## 概要
高畑勲、宮崎駿両監督作品を1970年代から晩年までアニメーターとして支え続けた。
1995年の映画『耳をすませば』で初めて劇場用長編アニメーションの監督を務め、次代の日本のアニメーション、またスタジオジブリを担う作家として、演出面でも将来を嘱望されていたが、47歳で急死した。
メリハリのあるアクションから細やかな生活芝居まで手がける高い技術と、仕事に妥協を許さない姿勢、人々を見つめる温かな眼差しは、今なお後進のアニメーターに影響を与え続けている。

## 経歴
- 1950年3月31日、新潟県五泉市に生まれる[1]。
- 1965年4月、新潟県立村松高等学校に入学、美術部に所属する。先輩には漫画家の柳沢きみおがいた。
- 1968年3月、高校を卒業。同年4月、新橋の東京デザインカレッジ・アニメーション科に入学、熊川正雄、大塚康生らの講義を受ける[5]。東映長編に憧れ東映動画志望だったが入れてもらえず、Aプロダクション（現：シンエイ動画）を紹介され[6]、同年10月1日に入社（半期下は本多敏行、青木雄三）、『巨人の星』、『ルパン三世』、『ど根性ガエル』などに参加した。
- 1974年12月、Aプロダクションの同僚である山浦浩子と結婚[1]。
- 1976年9月9日、Aプロダクションがシンエイ動画へと改組、引き続き同社に所属する。同年、日本共産党に入党。居住地の住民運動に尽力する[7]。
- 1977年7月、長男が生まれる[1]。
- 1978年6月20日、シンエイ動画を退社。同年、日本アニメーションに契約入社。『未来少年コナン』（監督：宮崎駿）、『赤毛のアン』（監督：高畑勲）などに参加した。同年、新人養成テキストブック「アニメーションの本―動く絵を描く基礎知識と作画の実際」を共著で出版。
- 1980年、日本アニメーションを退社。同年12月16日、テレコム・アニメーションフィルムへ移籍。『名探偵ホームズ』などを担当した。
- 1984年9月より、日米合作劇場用アニメーション『NEMO/ニモ』のパイロット・フィルムを友永和秀と共同で監督にあたり、12月に完成させる。
- 1985年3月16日、テレコム・アニメーションフィルムを退社してフリーに。同年6月から8月まで自然気胸で入院した。
- 1986年1月頃、日本アニメーションに契約入社。
- 1987年1月、日本アニメーションを退社。同年2月1日、『火垂るの墓』準備のため、スタジオジブリに入る。引き続き宮崎や高畑の監督作品で作画スタッフとして活動する。
- 1989年9月11日、スタジオジブリに入社。
- 1995年、『耳をすませば』で監督デビュー。結果的に生涯唯一の監督作となった。
- 1997年、作画監督を務めた『もののけ姫』が最後の参加作品となった。暮れに解離性大動脈瘤で倒れ入院。
- 1998年1月21日 午前4時25分、死去[8][9]。葬儀の出棺の際には『耳をすませば』の主題歌である「カントリー・ロード」が流された。次回作には灰谷健次郎の小説『天の瞳』のような作品を構想していたという[10]。47歳没。墓所は埼玉県所沢市狭山湖畔霊園。
- 2014年7月4日 - 8月31日、新潟県立万代島美術館にて、｢新潟が生んだジブリの動画家 近藤喜文展｣が開催される。その後も副題を変えて各地で開催されている[11]。

## 宮崎駿・高畑勲との関係
前記のように、近藤は1970年代以降の宮崎駿や高畑勲の作品を作画面で支えた。
近藤は両名から高く評価されており、高畑が『火垂るの墓』、宮崎が『となりのトトロ』をそれぞれ同時に制作した時期に、両者の間で近藤の争奪戦が起こった。高畑は「他は何もいらないから近ちゃんだけ欲しい」、宮崎は「近ちゃんが入ってくれないなら僕も降板する」と言ったという逸話が残っている（結局、仲裁に入った鈴木敏夫の「宮崎は自分で絵が描けるから」という助言で、近藤は『火垂るの墓』の制作に携わった）。
高畑は後年の回想の中で、「近ちゃんを獲得することが私の最優先、いや絶対的な課題だった」と述べ、それ以外のスタッフについては積極的勧誘をしなかったと記している。米を茶碗に盛り付ける際、手首に付着した米粒を舐め食べる動作など、高畑アニメが追求するリアルな描写の実現は、近藤の強く鋭い感受性あって初めて可能なものだった。その後、再び高畑の元で『おもひでぽろぽろ』のキャラクターデザインと作画監督を担当する。
それ以前から近藤が演出をするという宮崎との約束があったため、宮崎が企画を持ってきた『耳をすませば』の監督を任される。同作の製作中、近藤と宮崎の間では何度も衝突があり、時には宮崎が演出の変更を求めたり脅すようなこともあったという。近藤の没後、このことについて宮崎は「自分が終わりを渡してしまったようなもの」と語っている。
一方、鈴木敏夫は2018年のインタビューで、生前の近藤から「高畑さんは僕を殺そうとした。高畑さんのことを考えると、いまだに体が震える」という言葉を涙とともに聞いたと述べている。また、鈴木によると近藤の葬儀の際、火葬場で関係者が待つ間、あるベテランアニメーターが「近ちゃんを殺したのは、パクさん（高畑の愛称）よね」というつぶやきを漏らすと、間を置いて高畑は無言でうなずいたという。

## 表現
自分の作ったキャラクターならば、斜め仰向きの顔などどんなにむずかしいアングルでも感じよく描いてみせた。普通の口まわりの表現でもあごや頬の筋肉や骨を上手く使って自由に動かして表現を作った。口の線もただの線でなく線に表情をもたせながら、俯瞰か仰角かで基本の湾曲を定めつねに立体を意識していた。しかしその意識の仕方は、顔を石膏のような固い立体として律儀に捉えるのとは違い、キャラクターを柔軟な肉でできた生身の存在として感じ、線と動きでその「実感を出す」ためだった。
整理された線の達人であり洗練されたデザインセンスの持ち主であった。それは『おもひでぽろぽろ』の回想編のマンガキャラクターのアレンジなどに見られる。
『赤毛のアン』では「キャラクターアニメーション」（人物の性格・ひととなりの活写）を見事に表現した。

## 人物
愛称は近ちゃん（こんちゃん）。こんどうきぶんとも。宮崎からはガニメデ星人。
「こんな絵を描けたら」として、ノーマン・ロックウェル、林明子、鏑木清方らを挙げている。いずれも、市井を生きる人々の日常の姿が、静かに息づく世界を描いた画家である。好きな漫画家には高野文子を挙げている。また、『Dr.スランプ』を連載していたころの鳥山明の影響も受けていたようで、それをうかがわせるイメージボードも残されている。

## 参加作品

### テレビアニメ
- 巨人の星（1968年 - 1971年）動画、原画
- つるのすごもり（1971年）原画
- ルパン三世（1971年 - 1972年）パイロットフィルム、原画、オープニング原画
- 赤胴鈴之助（1972年）原画
- ど根性ガエル（1972年 - 1974年）Aプロ班作画監督、原画、エンディング作画
- はじめ人間ギャートルズ（1972年）Aプロ班作画監督、原画
- ガンバの冒険（1975年）原画
- 元祖天才バカボン（1975年 - 1977年）Aプロ班作画監督、原画
- まんが日本昔ばなし・十二支の由来（1977年）作画
- まんが世界昔ばなし・仕事をとりかえたおやじさん（1977年）演出、キャラクター、作画、美術、背景
- おれは鉄兵（1977年 - 1978年）原画、コンテ
- 未来少年コナン（1978年）原画
- 赤毛のアン（1979年）キャラクターデザイン、作画監督
- トム・ソーヤーの冒険（1980年）原画
- 日生ファミリースペシャル 姿三四郎（1981年）原画
- 花王名人劇場 アニメ版 東海道・四谷怪談（1981年）オープニング原画
- 名探偵ホームズ（1984年 - 1985年）キャラクターデザイン、作画監督
- ワズルス（1985年）プロモーションフィルム作画監督、原画
- ブリンキンズ（1985年）キャラクターデザイン
- 愛少女ポリアンナ物語（1986年）原画
- 愛の若草物語（1987年）キャラクターデザイン、原画
- そらいろのたね（1992年）監督
- 海がきこえる（1993年）原画
- 「スタジオジブリ原画展」 TVコマーシャル（1996年）原画
- 『火垂るの墓』金曜ロードショー放映予告 TVコマーシャル（1996年）原画
- 金曜ロードショー 2代目オープニング 通称“フライデーおじさん”（1997年 - 2009年）作画、演出

### 劇場アニメ
| 公開日         | 作品名                            | 製作（配給）                                           | 役職                                   |
| -------------- | --------------------------------- | ------------------------------------------------------ | -------------------------------------- |
| 1972年12月17日 | パンダコパンダ                    | トムス・エンタテインメント （東宝）                    | 原画                                   |
| 1973年3月17日  | パンダコパンダ 雨ふりサーカスの巻 | トムス・エンタテインメント （東宝）                    | 原画                                   |
| 1977年4月23日  | 草原の子テングリ                  | 雪印乳業 桜映画社 シンエイ動画                         | 原画                                   |
| 1988年4月16日  | 火垂るの墓                        | 新潮社 スタジオジブリ （東宝）                         | キャラクターデザイン 作画監督          |
| 1989年7月29日  | 魔女の宅急便                      | 徳間書店 ヤマト運輸 日本テレビ スタジオジブリ （東映） | 絵コンテ［共同］ 作画監督［共同］ 原画 |
| 1991年7月20日  | おもひでぽろぽろ                  | 徳間書店 日本テレビ 博報堂 スタジオジブリ （東宝）     | キャラクターデザイン 作画監督［共同］  |
| 1992年7月18日  | 紅の豚                            | 徳間書店 日本航空 日本テレビ スタジオジブリ （東宝）   | 原画                                   |
| 1994年7月16日  | 平成狸合戦ぽんぽこ                | 徳間書店 日本テレビ 博報堂 スタジオジブリ （東宝）     | 原画                                   |
| 1995年7月15日  | 耳をすませば                      | 徳間書店 日本テレビ 博報堂 スタジオジブリ （東宝）     | 監督                                   |
| 1997年7月12日  | もののけ姫                        | 徳間書店 日本テレビ 電通 スタジオジブリ （東宝）       | 作画監督［共同］ 原画                  |

### 書籍
- アニメ6人の会（芝山努、椛島義夫、中村英一、近藤喜文、有原誠治、小林正義）『アニメーションの本―動く絵を描く基礎知識と作画の実際』合同出版、1978年4月1日。ISBN 4-77260-079-5。
  - 『同【改訂新版】』2010年3月1日。ISBN 4-77260-461-8。
- 近藤喜文『ふとふり返ると-近藤喜文画文集-』徳間書店、1998年3月31日。ISBN 4-19860-832-6。
- 安藤雅司、スタジオジブリ 責任編集『近藤喜文の仕事-動画で表現できること-』スタジオジブリ、2000年1月31日。

## 受賞歴
- 第13回ゴールデングロス賞 マネーメイキング監督賞[17]
- 東京アニメアワード2017 アニメ功労部門 顕彰者[18]